# Schönhagen
Schönhagen è un comune di 145 abitanti della Turingia, in Germania.

Appartiene al circondario (Landkreis) dell'Eichsfeld (targa EIC) ed è parte della comunità amministrativa (Verwaltungsgemeinschaft) di Uder.